# Irmgard von Opel
Irmgard Opel; ab 1917 von Opel; (* 8. April 1907 in Rüsselsheim; † 20. Mai 1986 in Ingelheim) war eine deutsche Springreiterin und Unternehmerin aus der Familie Opel. 

## Familie
Irmgard Opel war die Enkelin des Industriellen und Gründers der Adam Opel AG, Adam Opel (1837–1895), und Tochter des 1917 in den großherzoglich hessischen Adelsstand erhobenen Heinrich von Opel (1873–1928).
1927 heiratete sie in erster Ehe den Filmregisseur Karl Georg Külb (1901–1980), und eine gemeinsame Tochter wurde geboren. Bereits im folgenden Jahr wurde die Ehe wieder geschieden. 1938 heiratete sie in zweiter Ehe ihren Cousin Georg von Opel (1912–1971), den bekannten deutschen Automobilunternehmer und Sportfunktionär. 1941 kam ihr erster Sohn Carlo von Opel zur Welt, im Jahr 1943 wurde der zweite Sohn Heinz von Opel geboren. Die zweite Ehe wurde 1957 geschieden. Eine ihrer Enkelinnen ist Sonja von Opel.
Irmgard von Opel ist bestattet im Opel-Mausoleum in Rüsselsheim am Main.

## Reiterin
In den 1930er Jahren war Irmgard von Opel die damals wohl beste Reiterin der Welt im Military- und Springsattel. Erfolgreich drang sie in die damalige Männerdomäne ein. Sie siegte in vielen Prüfungen im In- und Ausland und gewann 1934 als erste Frau mit ihrem Trakehner Schimmelhengst Nanuk das deutsche Springderby.
Irmgard von Opel besaß einen Rennstall.

## Unternehmerin

### Hofgut Westerhaus
Seit 1928 bewirtschaftete sie das von Vater Heinrich im Jahre 1900 erworbene Hofgut Westerhaus sowie das vom Vater geschaffene Gestüt Westerberg bei Ingelheim am Rhein. Durch umfangreiche Baumaßnahmen und Parkgestaltung entstand das sogenannte Schloss Westerhaus, welches nach dem Krieg etlichen ausgebombten Familien für Jahre ein Zuhause bot und für die Nachkommen vertriebener Gutsbesitzer und Verwandter einen Ausbildungsplatz stellte. Als gesonderte Betriebszweige wurden die Gärtnerei mit einem Geschäft in Bingen, das recht große Weingut mit Sektvertrieb, der Milchviehstall, sowie Schweinezucht und -haltung betrieben. Das Gestüt – früher auch Rennstall – diente der Vollblutzucht mit eigenen – vorwiegend aber fremden – (Einsteller-)Pferden. Dort befindet sich auch die von Irmgard von Opel errichtete Reitanlage mit Springplatz und Halle. Als Marktneuheit wurden Anfang der 50er Jahre Geschirre aus Gummi einige Jahre auf Westerhaus hergestellt.
Die Felder von Hofgut Westerhaus sowie das Gestüt werden heute von ihrer Enkelin Aline, verheiratete Rodde, bewirtschaftet – das Weingut mit dem sogenannten Herrenhaus von ihrer Enkelin Ivonne, verheiratete Gräfin von Schönburg-Glauchau.

### Hofgut Petersau
Das flächenmäßig etwas größere Hofgut Petersau bei Frankenthal (Pfalz) erwarb sie 1934 als Miterbin ihrer Familie mütterlicherseits. Beide Güter gehörten zu den ersten, die eine große, festinstallierte Feldbahn einsetzten. Auf beiden Gütern – auf Petersau mit Erfolg – wurde Schweinezucht betrieben sowie die Zucht von Ardenner-Pferden und schon ab den 1950er Jahren das Abfüllen von Vorzugsmilch.
Hofgut Petersau ging an ihren ältesten Sohn, Carlo von Opel, der es mittlerweile seiner Tochter Jeanette weitergab.
Mit Irmgard von Opels Kapital gründete ihr Sohn Carlo 1962 auf Hofgut Petersau die Firma Chio Chips, die sich zu einem marktführenden Unternehmen entwickelte. Der Firmenname Chio besteht aus den Initialen von Carlo, Heinz und Irmgard von Opel. Carlo von Opel wurde Geschäftsführer der Chio Chips. Zunächst verarbeitete man nur Kartoffeln aus eigenem Anbau vom Hofgut Petersau, später wurde die Produktion durch regionalen Vertragsanbau erweitert.
1977 wurde die Firma Chio Chips verkauft. Heute gehört sie zur Intersnack Knabber-Gebäck GmbH & Co. KG.

### Vereinigte Kapselfabriken in Nackenheim
Von ihrem Mann Georg erhielt sie Anfang der 1950er Jahre die Vereinigten Kapselfabriken in Nackenheim, dem Marktführer bei der Herstellung von Flaschenkapseln, die sie als gut laufenden Betrieb führte, bis 1978 die Übergabe an Sohn Heinz erfolgte.